# Basquetebol
O basquetebol, popularmente conhecido como basquete (português brasileiro) ou básquete (português europeu), é um esporte coletivo inventado em 1891 pelo professor de educação física canadense James Naismith, na Associação Cristã de Moços de Springfield, em Massachusetts, nos Estados Unidos. É disputado por duas equipes de 12 jogadores (cinco em quadra e sete reservas) que têm como objetivo passar a bola por dentro de uma cesta (ou aro) e evitar que a bola entre na sua cesta colocada nas extremidades da quadra, seja num ginásio ou ao ar livre. Os jogadores podem caminhar na quadra, desde que driblem (batam a bola contra o chão) a cada passo dado. Também é possível executar um passe, ou seja, passar a bola em direção a um companheiro de equipe.
O nome vem do inglês basketball, (Basket = Cesto, Ball = Bola, que literalmente se traduz em "bola de cesto", e do qual derivaria o termo "Bola ao Cesto" para designar o desporto, hoje em grande medida obsoleto). É um dos esportes mais populares do mundo, sendo esporte olímpico desde os Jogos Olímpicos de Verão de 1936 em Berlim.

## História

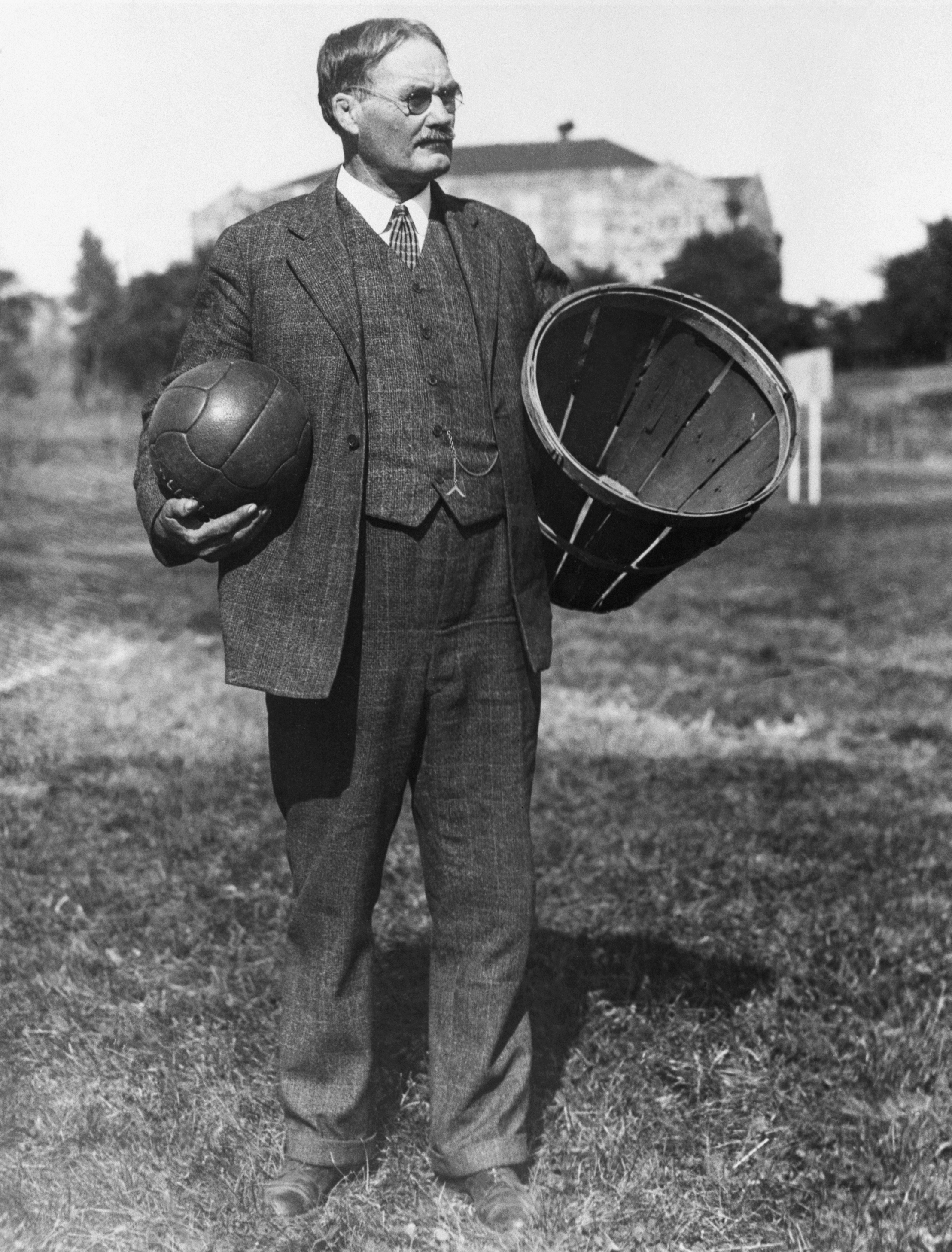
James Naismith, o inventor do basquetebol

Em dezembro de 1891, o professor de educação física canadense James Naismith, do Springfield College (no ramo local da Associação Cristã de Moços), em Massachusetts, recebeu uma tarefa de seu diretor: criar um desporto que os alunos pudessem praticar em um local fechado, pois o inverno costumava ser muito rigoroso, o que impedia a prática do beisebol e do futebol americano. Naismith logo descartou um jogo que utilizasse os pés ou com muito contato físico, pois poderiam se tornar muito violentos devido às características de um ginásio, local fechado e com piso de madeira. O professor escreveu as treze regras básicas do jogo e pendurou um cesto de pêssegos a uma altura que julgou adequada: 10 pés, equivalente a 3,05 metros, altura que se mantém até hoje; já a quadra possuía, aproximadamente, metade do tamanho da atual.

### O primeiro jogo

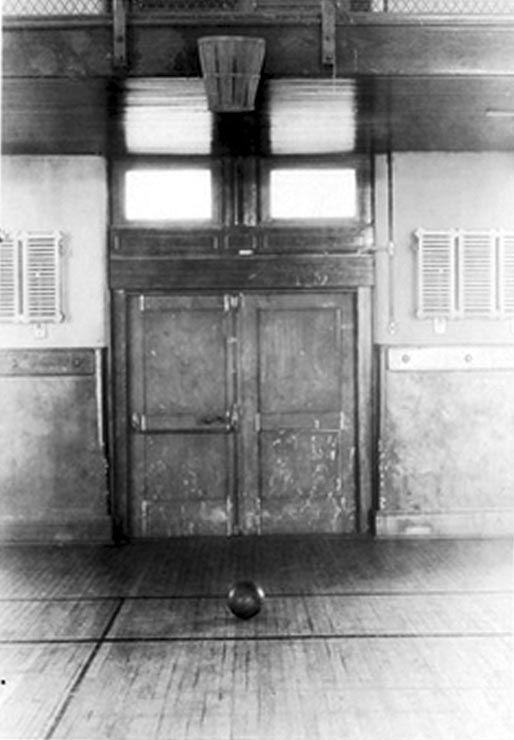
Primeira quadra de basquetebol no Springfield College, em Massachusetts, Estados Unidos

O primeiro jogo oficial de basquetebol foi disputado em 20 de janeiro de 1892, com nove jogadores em cada equipe e utilizando-se uma bola de futebol, sendo visto apenas por funcionários da Associação Cristã de Moços. Cerca de duzentas pessoas viram o jogo, que terminou com o placar de 1 a 0, sendo a cesta feita de uma distância de 7,6 metros. Equipes de cinco pessoas passaram a ser o padrão por volta de 1897 e 1898.
O basquete feminino iniciou em 1892, quando a professora de educação física do Smith College, Senda Berenson, adaptou as regras criadas por James Naismith. A primeira partida aconteceu em 4 de abril de 1896. A Universidade de Stanford venceu a Universidade da Califórnia.

### Primeiras mudanças
Em contraste com as redes de basquete moderno, a cesta de pêssegos manteve inicialmente a sua parte inferior, e as bolas tinham que ser retiradas manualmente após cada "cesta" ou ponto marcado, o que provou ser ineficaz. Dessa forma, um buraco foi perfurado no fundo da cesta, permitindo que as bolas fossem retiradas a cada vez com uma longa vara. Os cestos de pêssegos foram utilizados até 1906, quando foram finalmente substituídos por aros de metal com tabela.
Uma outra alteração foi feita logo cedo, de forma que a bola apenas passasse pela cesta, abrindo caminho para o jogo que conhecemos hoje. Uma bola de futebol foi usada para acertar as cestas. Sempre que uma pessoa arremessava uma bola na cesta, a sua equipe ganharia um ponto. A equipe com o maior número de pontos ganhava o jogo. As cestas foram originalmente pregadas ao balcão do mezanino da quadra de jogo, mas isto se provou impraticável quando os espectadores no balcão começaram a interferir nos arremessos. A tabela foi introduzida para evitar essa interferência, que teve o efeito adicional de permitir rebotes.

### História do basquetebol no Brasil
A prática do basquetebol no Brasil começou quando o norte-americano Augusto Louis introduziu o desporto na Associação Atlética Mackenzie College de São Paulo, em 1896.
No Rio de Janeiro, teriam acontecido, em 1912, os primeiros jogos de basquete, na rua da Quitanda, com o America Football Club (Rio de Janeiro) tendo sido o primeiro clube carioca a introduzir o desporto nesta cidade, incentivado por Henry J. Sims, diretor da Associação Cristã de Moços.
Mais tarde, o desporto chegaria a São Paulo e, em 29 de abril de 1924, é criada a Federação Paulista de Bola ao Cesto (FPBC), sendo "Bola ao Cesto" um termo em português para o desporto, e que nas primeiras décadas do desporto era preferido por algumas instituições.

### História do basquetebol em Portugal
A introdução do basquetebol em Portugal deu-se em 1913, pelo professor de educação física suíço Rodolfo Horney, que exerceu a sua atividade em Lisboa durante 12 anos.
 A primeira prova inter-regional realizou-se em 1922, entre Lisboa, Porto e Coimbra, sendo esta última a vencedora. Cinco anos mais tarde, no dia 17 de agosto de 1927, foi fundada a Federação Portuguesa de Basquetebol (FPB), na cidade do Porto. Já o primeiro Campeonato Português de Basquetebol foi disputado em 1932/1933, saindo vencedor o Sport Clube Conimbricense.
Em 18 de junho de 1932 foi fundada a Federação Internacional de Basquetebol, sendo Portugal um dos oito países fundadores.
O primeiro encontro de basquetebol feminino ocorre em 1934. Nesse mesmo ano a FPB passa a sua sede para Lisboa, por intervenção da Confederação Portuguesa de Desportos.
Hoje em dia, o basquetebol é o segundo desporto que mais praticantes tem em Portugal, conta com 25 550 atletas federados.

## Características

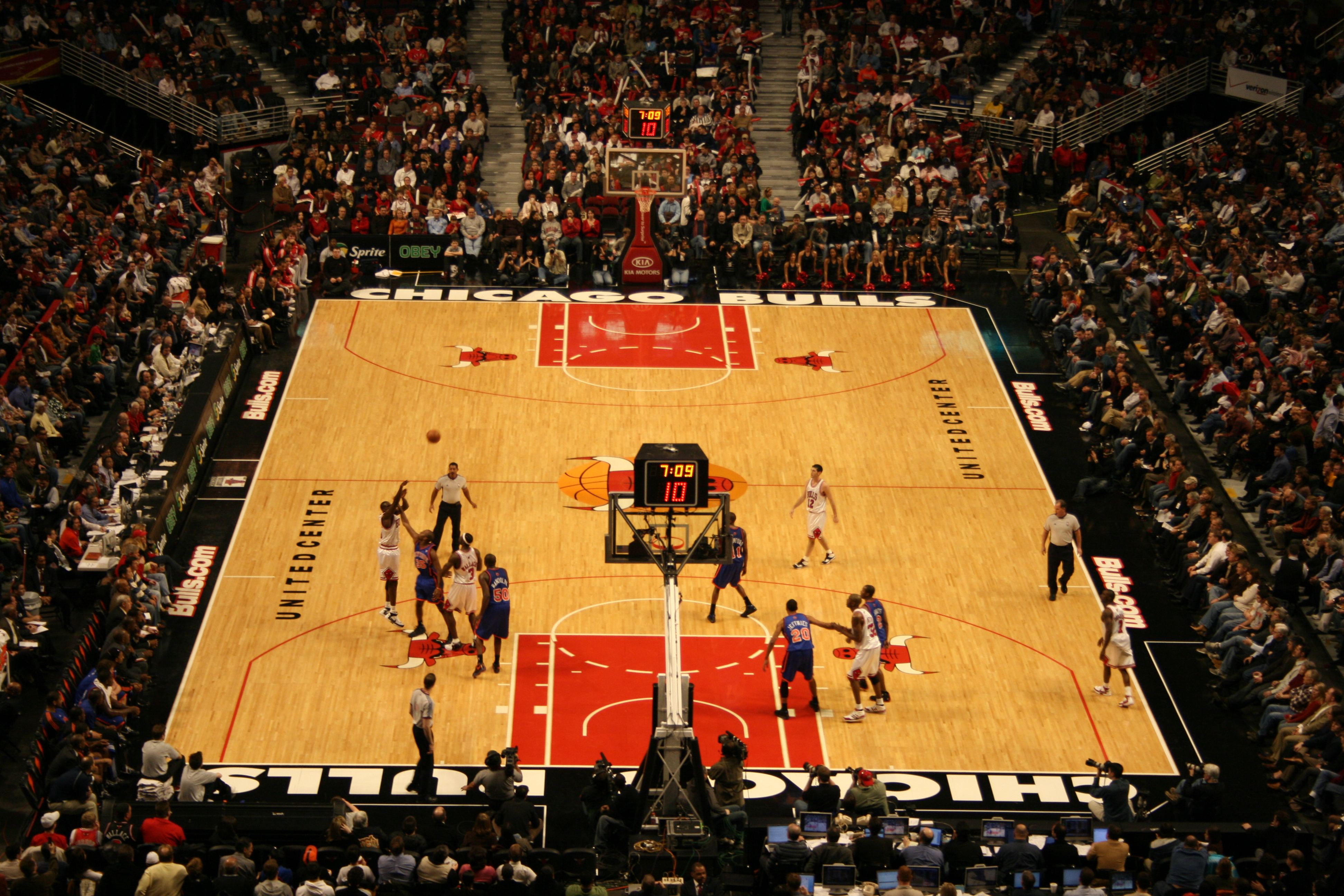
Partida entre Chicago Bulls e New York Knicks no United Center, em Chicago, válida pela NBA de 2007–08

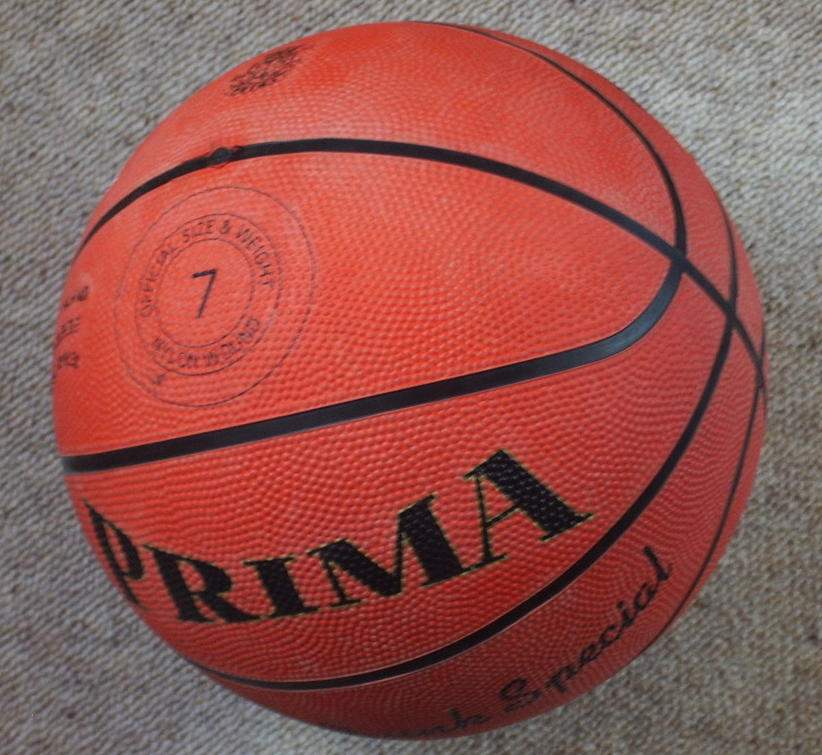
Uma bola de basquete

Fazer cesta / cesto é o nome comum que se dá ao encestar (fazer a bola passar pelo aro) e então marcam-se pontos, dependendo do local e das circunstâncias da cesta: se for cesta dentro do garrafão (nome comum dado à Área Restritiva) obtém-se dois pontos, se for fora da linha dos 6,75 metros obtém-se três pontos, se for lance livre após uma falta, a cesta equivale a um ponto. As equipes devem fazer pontos sempre do lado oposto - é o meia-quadra de ataque - e defender a cesta do seu lado - na meia-quadra de defesa. Obviamente a equipe que defende tenta impedir a equipe que ataca, seja através da marcação, da interceptação de passes ou até mesmo do bloqueio (toco) nos arremessos.
Os jogadores penduram-se no aro com a bola para fazer espetáculo (Encaixada). No entanto, contatos físicos mais fortes são punidos como falta. Se o jogador fizer cinco faltas, terá que ser substituído e não poderá voltar ao jogo. A partir da quarta falta coletiva de uma equipe, a equipe adversária tem o direito a lances livres toda vez que sofrer falta. As faltas efetuam-se da seguinte maneira: se um jogador faz falta e o jogador converte a cesta, os dois pontos são contabilizados e esse atleta tem direito a um lance livre (se não acertar os outros jogadores irão tentar apanhar a bola - rebote). Se a falta for cometida e o jogador não conseguir a cesta, terá direito a dois ou três lances livres, dependendo do local onde foi cometida a falta.
Atualmente o basquete internacional encontra-se organizado pela FIBA - Federação Internacional de Basquetebol. As suas determinações valem para todos os países onde o basquete é jogado, exceto para a liga profissional de basquete dos EUA, a NBA, que mantém regras próprias, um pouco diferentes das regras internacionais. A expectativa é que as duas entidades aproximem cada vez mais os seus regulamentos.

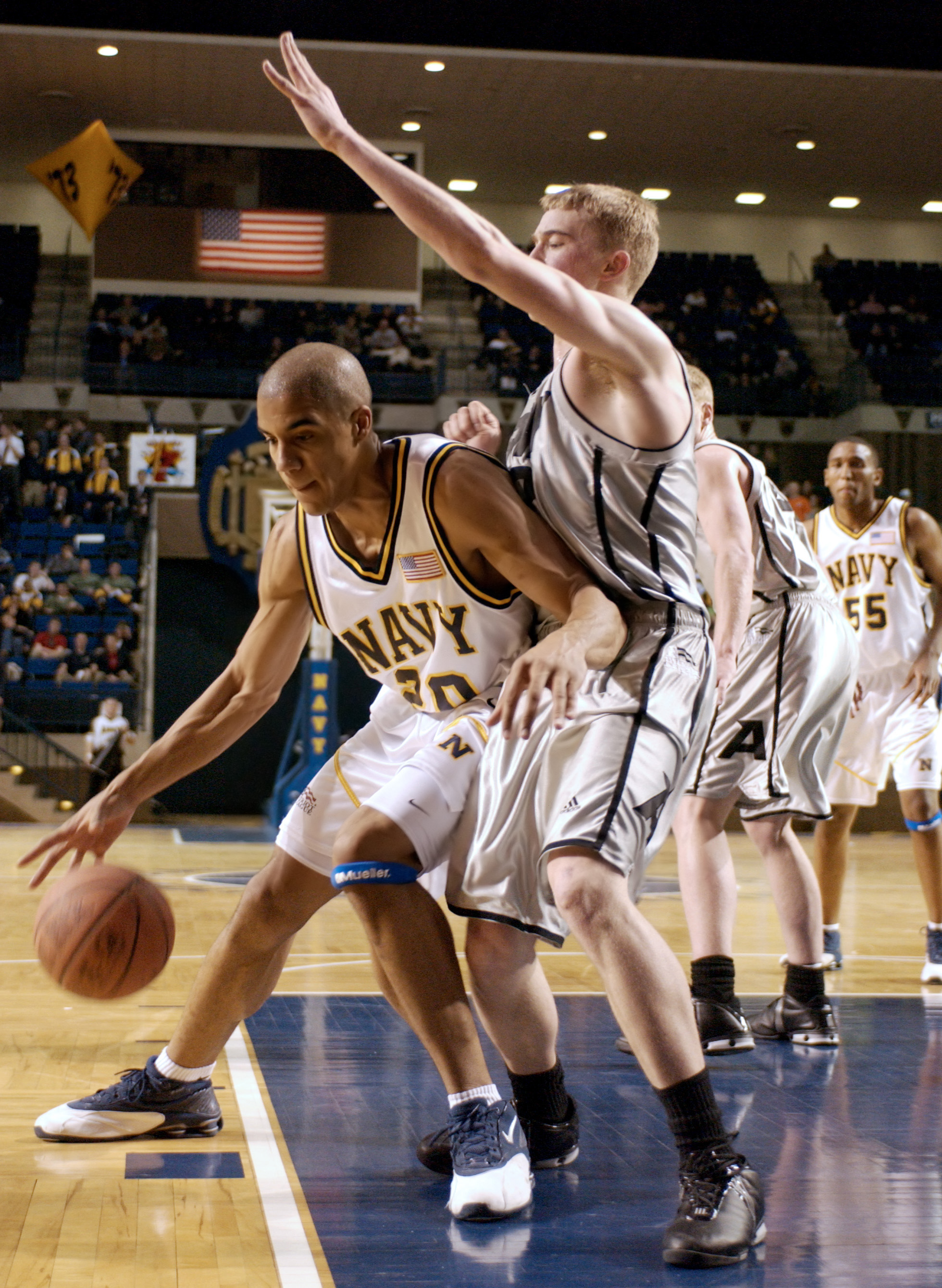
Jogador americano com a posse da bola

Para jogos regulamentados pela FIBA, o tempo de jogo oficial é de 40 minutos, divididos em quatro períodos iguais de 10 minutos cada. Entre o 2º e 3º períodos, há intervalo de 15 minutos, e invertem-se as quadras de ataque e defesa das equipes; logo, cada equipe defende em dois períodos cada cesta. Ao contrário dos outros desportos coletivos, não há sorteio para definir-se de quem é a posse de bola no começo do jogo: a bola é lançada ao ar por um árbitro, e um jogador de cada equipe (normalmente o mais alto) posiciona-se para saltar e tentar passar a bola a um companheiro.
Não é permitido sair dos limites da quadra, e nos jogos oficiais também não é permitido que o jogador leve a bola para a quadra de ataque e retorne para a quadra de defesa (retorno). Além disso há também uma limitação de tempo (24 segundos) para executar uma jogada, e a proibição de que o atleta salte e retorne ao chão (com os dois pés ao mesmo tempo) com a posse de bola, sem executar lançamento ou passe. As faltas são cobradas da lateral de quadra, assim como as demais violações; no entanto, caso uma equipe cometa mais de 4 faltas num período, as faltas do adversário passam a ser cobrados na forma de lance livre: o jogador posiciona-se numa linha a 4,60 metros da cesta e arremessa sem a marcação dos rivais. O lance livre também é cobrado quando um jogador sofre falta no momento em que está tentando encestar - independentemente do número total de faltas da equipe adversário.
Além da NBA, que é considerada uma liga muito emocionante e espectacular, o principal torneio de clubes de basquete é a Euroliga. Se, por um lado a NBA conta com os jogadores de maior poder defensivo e de força, a Euroliga conta com jogadores mais cerebrais e técnicos. Já entre as seleções, os torneio mais importantes são o Mundial da FIBA e os Jogos Olímpicos.
O basquetebol em cadeira de rodas é uma modalidade bastante conhecida entre os desportos para pessoas com necessidades especiais.
O Mini Basquetebol é a forma de disputa do desporto para crianças com menos de 12 anos. Foi desenvolvido como uma forma divertida de se descobrir o basquete. Algumas regras são diferentes do basquetebol tradicional. A altura da cesta (do aro até o solo) é de 3,05 m. O tempo de jogo recomendado pela FIBA é de dois períodos de 20 minutos, no entanto, alguns Estados criam adaptações a esta regra visando um maior desenvolvimento do jogo.

## Objetivo do jogo

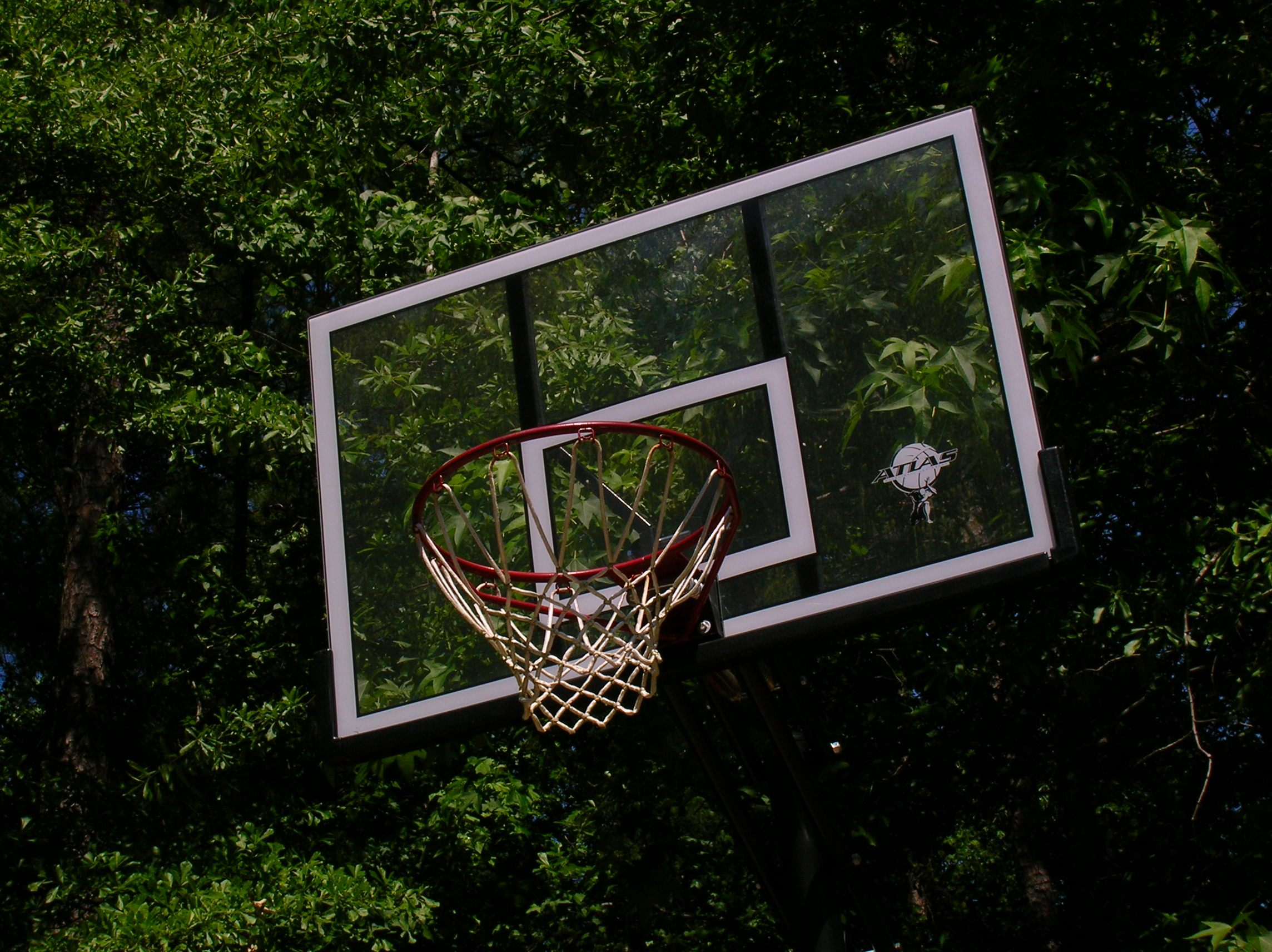
Uma tabela de basquete.

O objetivo do jogo é introduzir a bola na cesta da equipe adversária (marcando pontos) e, simultaneamente, evitar que esta seja introduzida na própria cesta, respeitando as regras do jogo. A equipe que obtiver mais pontos no fim do jogo vence.
A competição é dirigida por:
- Três árbitros – têm como função assegurarem o cumprimento das regras do jogo;
- Um marcador e o seu auxiliar – têm como funções o preenchimento do boletim de jogo, onde registram os pontos marcados, as faltas pessoais e técnicas, etc;
- O cronometrista – verifica o tempo de jogo e os descontos de tempo;
- Um operador de vinte e quatro segundos – controla os 24 segundos que cada equipe dispõe para a execução de uma jogada.

## Posições
São usadas, geralmente, no basquete, três posições: alas, pivôs e armador. Na maioria das equipes temos dois alas, dois pivôs e um armador.
- Armador ou base é como o cérebro dos jogadores. Planeja as jogadas e geralmente começa com a bola. Em inglês essa posição é conhecida como point guard ou simplesmente PG.
- Ala e ala/armador ou extremos jogam pelos cantos. A função do ala muda bastante. Ele pode ajudar o base, ou fazer muitas cestas. Em inglês essas posições são conhecidas como small forward ou simplesmente SF e shooting guard ou simplesmente SG.
- Ala/pivô e Pivô ou postes são, na maioria das vezes, os mais altos e mais fortes. Com a sua altura, pegam muitos rebotes, fazem muitos afundaços (enterradas) e bandejas, e na defesa ajudam muito com os tocos. Em inglês essas posições são conhecidas como power forward ou simplesmente PF e center ou simplesmente C.

## Regulamento (FIBA)

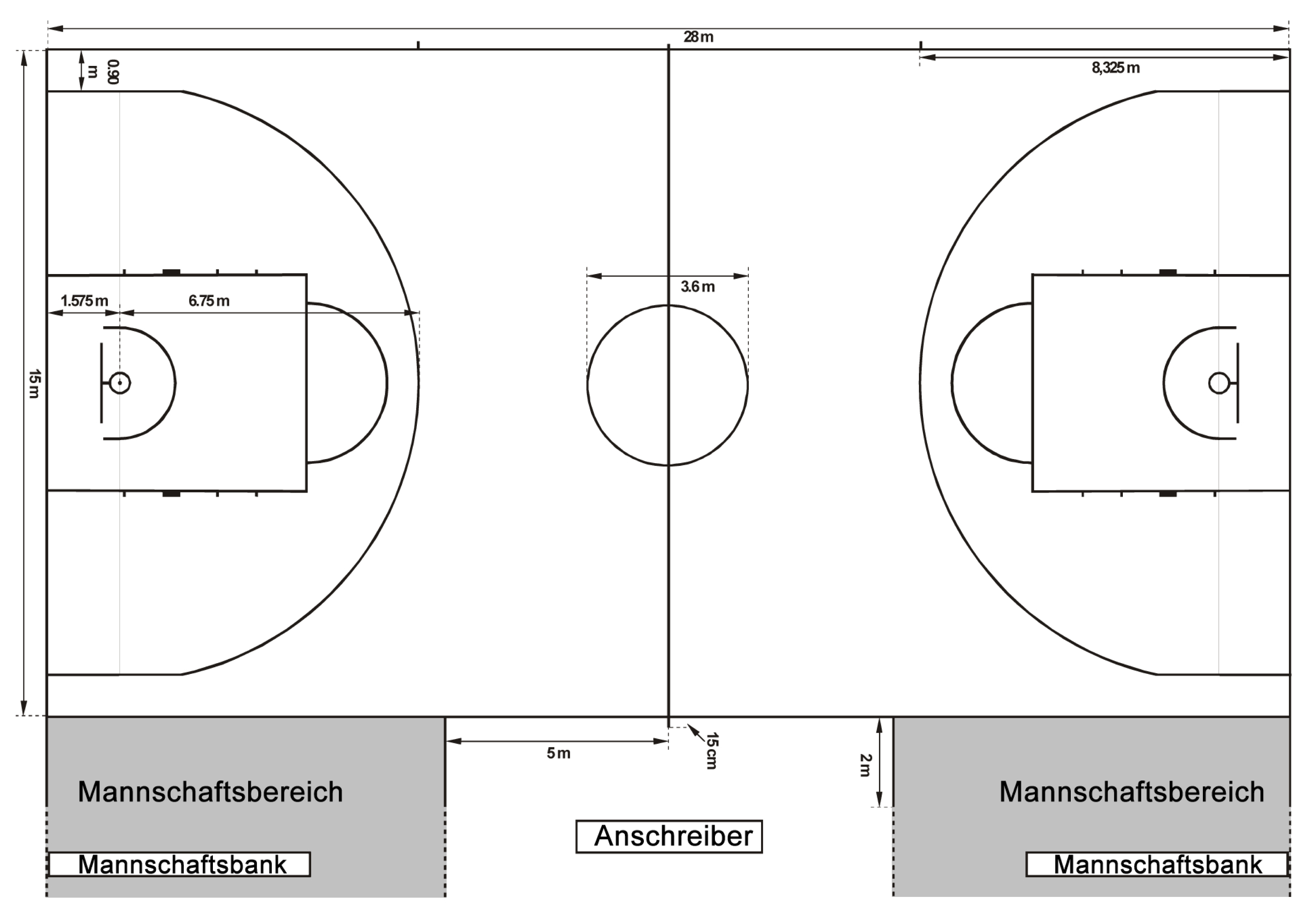
Diagrama das dimensões de uma quadra oficial.

Diagrama das dimensões de uma tabela oficial.

- Equipe - Existem duas equipes que são compostas por cinco jogadores cada (em jogo), mais sete reservas.
- Início do jogo – O Jogo começa com o lançamento da bola ao ar, pelo árbitro, entre dois jogadores adversários no círculo central e esta só pode ser tocada quando atingir o ponto mais alto. A equipe que não ganhou a posse de bola fica com a seta a seu favor.
- Duração do jogo – Quatro períodos de 10 minutos de tempo útil cada (na NBA, são 12 minutos), com um intervalo de meio tempo entre o segundo e o terceiro período com uma duração de 15 minutos, e com intervalos de dois minutos entre o primeiro e o segundo período e entre o terceiro e o quarto período. O cronómetro só avança quando a bola se encontra em jogo, isto é, sempre que o árbitro interrompe o jogo, o tempo é parado de imediato.
- Reposição da bola em jogo - Depois da marcação de uma falta, o jogo recomeça por um lançamento fora das linhas laterais, exceto no caso de lances livres. Após a marcação de ponto, o jogo prossegue com um passe realizado atrás da linha da quadra da equipe que defende. Não é permitido pular segurando com as bolas nas mãos e cair com ela ainda em posse. No entanto, caso um defensor bata na bola durante o ato do pulo, a posse reinicia, não sendo necessário soltar a bola. Nesse caso, se contabiliza rebote do jogador de ataque.
- Como jogar a bola - A bola é sempre jogada com as mãos. Não é permitido andar com a bola nas mãos ou provocar o contato da bola com os pés ou pernas. Também não é permitido driblar com as duas mãos ao mesmo tempo.
- Pontuação - Uma cesta é válido quando a bola entra pelo aro, por cima. Uma cesta de quadra vale dois pontos, a não ser que tenha sido conseguida para além da linha dos três pontos, situada a 6,75 m (valendo, portanto, três pontos); um lançamento de lance livre é obtido quando há uma falta durante o lançamento ou quando a equipe que defende chega às cinco faltas num período. Caso seja convertido, vale um ponto.
- Empate – Os jogos não podem terminar empatados. O desempate processa-se através de períodos suplementares de cinco minutos. Excetuando torneios cujo regulamento obrigue a mais que uma mão, todos os clubes de possíveis torneios devem concordar previamente com o regulamento. Assim como jogos particulares, após o término do tempo regulamentar se ambas as equipes concordarem podem dar a partida por terminada.
- Resultado – O jogo é ganho pela equipe que marcar maior número de pontos no tempo regulamentar.
- Lance livre – Na execução, os jogadores ocupam os respectivos espaços ao longo da linha do garrafão, e não podem deixar os seus lugares até que a bola saia das mãos do arremessador do lance livre (A6); não podem tocar a bola na sua trajetória para a cesta, até que esta toque no aro.
- Penalizações de faltas pessoais – Se a falta for cometida sobre um jogador que não está em ato de lançamento, a falta será cobrada por forma de uma reposição de bola lateral, desde que a equipe não tenha cometido mais do que quatro faltas coletivas durante o período, caso contrário é concedido ao jogador que sofreu a falta o direito a dois lances livres. Se a falta for cometida sobre um jogador no ato de lançamento, a cesta conta e deve, ainda, ser concedido um lance livre. No caso do arremesso não tiver resultado em cesta, o jogador irá executar o(s) lance(s) livres correspondentes às penalidades (dois ou três lances livres, conforme se trate de uma tentativa de lançamento de dois ou três pontos).
- Regra dos 3 segundos - Um jogador não pode permanecer mais de três segundos dentro da área restritiva do adversário, enquanto a sua equipe esteja na posse da bola.
- Regra dos 8 segundos - Quando uma equipe ganha a posse da bola na sua zona de defesa, deve, dentro de oito segundos, fazer com que a bola chegue à zona de ataque.
- Regra dos 24 segundos - Quando uma equipe está de posse da bola, dispõe de 24 segundos para arremessar à cesta do adversário.
- Bola presa – Considera-se bola presa quando dois ou mais jogadores (um de cada equipe pelo menos) tiverem uma ou ambas as mãos sobre a bola, ficando esta presa. A posse de bola será da equipe que tiver a seta a seu favor.
- Transição de quadra – Um jogador cuja equipe está na posse de bola, na sua zona de ataque, não pode provocar a ida da bola para a sua zona de defesa (retorno).
- Dribles - Quando se dribla pode-se executar o n.º de passos que pretender. O jogador não pode bater a bola com as duas mãos simultaneamente, nem efetuar dois dribles consecutivos (jogar a bola, agarrá-la com as duas mãos e voltar a batê-la).
- Passos – O jogador não pode executar mais de dois passos com a bola nas mãos.
- Faltas pessoais – É uma falta que envolve contato com o adversário, e que consiste nos seguintes parâmetros: obstrução, carregar, marcar pela retaguarda, deter, segurar, uso ilegal das mãos, Empurrar.
- Falta antidesportiva – Falta pessoal que, no entender do árbitro, foi cometida intencionalmente, com objetivo de prejudicar a equipe adversária.
- Falta técnica – Falta cometida por um jogador sem envolver contato pessoal com o adversário, como, por exemplo, contestação das decisões do árbitro, usando gestos, atitudes ou vocabulário ofensivo, ou mesmo quando não levantar imediatamente o braço quando solicitado pelo árbitro, após lhe ser assinalada uma falta.
- Falta da equipe – Se uma equipe cometer um total de quatro faltas, para todas as outras faltas pessoais sofrerá a penalização de dois lançamentos livres.
- Número de faltas – Um jogador que cometer cinco faltas está desqualificado da partida.
- Altura do aro - A altura do aro até o solo é de 3,05 metros.

## Fundamentos

### Empunhadura geral
É feita com os dedos e a parte calosa das mãos, polegares um de frente para o outro nas laterais da bola. Não é correto segurar a bola com as palmas da mão.

### Manejo de corpo
São movimentos corporais utilizado no basquete que visam facilitar a aprendizagem dos fundamentos com a bola. Esses movimentos incluem: finta, giro, mudança de direção, mudança de ritmo e parada brusca.

### Finta
Pela frente, por trás, reversão, por baixo das pernas e em passe livre.

### Giros ou rotações
Para frente e para trás.
Falando sobre tempo:
No 1º, 2º e 3º período pode um tempo de um min. No 4º período, dois tempos de um min.
Os intervalos entre cada período são de dois minutos, mas entre o 2º e 3º há um intervalo de 15 minutos. Não é permitido ficar dentro do garrafão por mais de três segundos com ou sem posse de bola. Não é permitido ficar (com a bola) mais de oito segundos na zona (lado da quadra) de defesa. Há 24 segundos para arremessar a bola (zona de ataque). Quando há um marcador a menos de 1 m de distância do atacante, o mesmo, não pode segurar a bola por mais de cinco segundos.

### Paragens
A um tempo e a dois tempos. Podendo ser chamado de jump, uma jogada ao qual o atleta da um tempo no ar para executar um arremesso.

### Corridas
De frente, lateral, de costas, zigue-zague e perseguições.

## Drible
- Drible de progressão – Utilizado fundamentalmente para sair de uma zona congestionada e avançar no terreno sem encostar no corpo do adversário.
- Drible de protecção - Serve fundamentalmente para abrir linhas de passe e para garantir a posse de bola. É um tipo de drible, que face a uma maior proximidade de defesa, o jogador tem de dar maior atenção à proteção da bola. "Roubar" a bola do adversário é considerado um drible de proteção.
- Drible pedalada - Pingue a bola no chão e faça o movimento da pedalada do basquetebol por cima da bola.

### Regras de Drible
Um jogador não poderá tirar o pé-de-pivô do chão para iniciar uma progressão sem antes executar um drible. Um jogador poderá tirar o pé-de-pivô do chão para executar um passe ou um arremesso, mas a bola deverá deixar sua mão antes que o pé retorne ao solo.
O pé-de-pivô é determinado da seguinte forma:
- Jogador recebe a bola com um dos pés no chão: Aquele pé é o pé-de-pivô;
- Jogador recebe a bola com os dois pés no chão: Quando retirar um dos pés, o outro será considerado pé-de-pivô;
- Jogador recebe a bola no ar e um dos pés toca o solo antes do outro: o pé que primeiro toca o solo é o pé-de-pivô;
- Jogador recebe a bola no ar e cai com os dois pés ao mesmo tempo: Quando retirar um dos pés, o outro será considerado pé-de-pivô.

Um jogador que esteja driblando ou receba um passe durante uma progressão (ou seja, correndo), pode executar dois tempos rítmicos e, a seguir, arremessar ou passar a bola; isso não significa necessariamente dois passos (como é mais comumente executado), pois o jogador pode, por exemplo, executar dois saltos consecutivos; desde que mantenha o mesmo ritmo.
Mas o esquema dos passos não é a única restrição. Você também não pode: driblar a bola, pegá-la com as mãos e driblá-la novamente; Não pode driblar a bola com ambas as mãos; Não pode apoiar a bola por baixo, ou seja, conduzir a bola levando a mão sob a bola. Todos estes aspectos são considerados drible ilegal e tem a mesma penalidade da caminhada.

## Passe
O passe tem como objetivo a colocação da bola num companheiro que se encontre em melhor posição, para a criação de situações de finalização ou para a progressão no terreno de jogo. Existem vários tipos de passe: peito, picado, por cima com 2 mãos, lateral com 1 mão, por trás das costas, etc.

### Passe com uma mão
Usado para lançar a bola mais longe.
Técnicas determinantes:
1. jogue a bola com uma mão.

### Passe de peito
Como o nome indica, com a bola à altura do peito é arremessada frontalmente na direcção do alvo. Neste movimento os polegares é que darão força ao passe e as palmas das mãos deverão apontar para fora no final do gesto técnico.
Técnicas determinantes:
1. Colocar os cotovelos junto ao corpo;
2. Avançar um dos apoios;
3. Executar um movimento de repulsão com os braços;
4. Executar a rotação dos pulsos;
5. Após a execução do passe, deve-se ficar com as palmas das mãos viradas para fora e os polegares a apontar para dentro e para baixo.

### Passe picado ou quicado
Muito semelhante ao passe de peito, tendo em conta que o alvo inicial é o solo; O ressalto da bola terá um objetivo comum ao do passe de peito, isto é, a mão alvo do colega ou as zonas próximas do peito.
Técnicas determinantes:
1. Colocar os cotovelos junto ao corpo;
2. Avançar um dos apoios;
3. Executar um movimento de repulsão com os braços.

### Passe de ombro (ou debasebol)
É utilizado nas situações que solicitam um passe comprido. A bola é lançada como no lançamento de uma bola no baseball (daí o nome). É um tipo de passe com uma trajectória linear (sem arco), e em direcção ao alvo.
Técnicas determinantes:
1. Segurar a bola com as duas mãos e por cima do ombro;
2. Colocar o cotovelo numa posição levantada;
3. Avançar o corpo e a perna do lado da bola;
4. Fazer a extensão do braço e finalizar o passe para as distancias maiores.

### Passe por cima da cabeça
É usado quando existe um adversário entre dois jogadores da mesma equipe.
Técnicas determinantes:
1. Elevar os braços acima da cabeça;
2. Avançar um dos apoios;
3. Executar o passe com o movimento dos pulsos e dos dedos.

### Utilização dos passes

#### Passes de peito e picado ou quicado
Utilizado em curtas e médias distâncias.

#### Passe por cima da cabeça
Também utilizado em curtas e médias distâncias, sendo mais específicos para o pivô.

#### Passe de ombro
Utilizado em médias e longas distâncias, sendo muito utilizados em contra ataques.

## Arremessos
Jogar a bola na cesta.

### Bandeja / Lançamento na Passada / em Passo Duplo
É um arremesso que tem que dar dois passos: o primeiro de equilíbrio e o segundo de distância, seguido de um salto. Que pode ser feito em movimento com passe ou driblando, terminando num lançamento em movimento, na qual se lança a bola no ponto mais alto da suspensão no ar.

### Com uma das mãos
Partindo da posição fundamental, com o peso do corpo na perna da frente, a bola na altura do peito, o jogador flexionará as pernas simultaneamente a elevação da bola acima da cabeça.

### Lançamento em Suspensão/ "Jump"
Driblando em direção a cesta e parando numa posição de equilíbrio, flexionando as pernas, saltar elevando a bola acima e à frente da cabeça com ambas as mãos e executar o arremesso no momento mais alto do pulo.

## Rebote
É a recuperação da bola após um arremesso não convertido.

## Assistência
Assistência é um passe certeiro que encontra outro companheiro de equipe, e acaba convertido em cesta. O jogador que distribui a assistência é tão importante como o jogador que converte a cesta.

## Enterradas / Afundanço

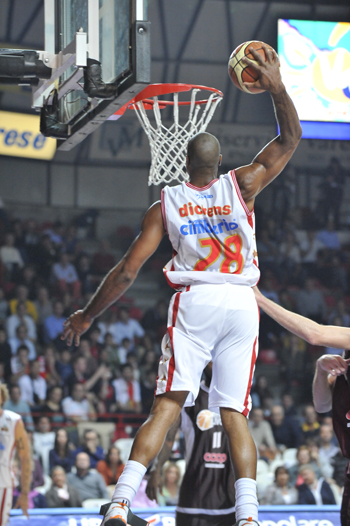
Enterrada (ou afundaço) no basquetebol

É movimento que conjuga o salto e a colocação com firmeza da bola diretamente na cesta. O termo utilizado nos Estados Unidos é "Dunk", que descreve a mesma situação e que é executado de uma forma habilidosa, este movimento é executado normalmente quando o jogador que o executa está isolado.

## Ponte-aérea
É quando um jogador lança a bola diretamente a um de seus parceiros, que pula recebe a bola e finaliza a jogada arremessando a bola antes de tocar o chão. Também pode ser feita com um jogador arremessando a bola na tabela com outro jogador pegando o rebote e finalizando a jogada imediatamente em seguida com arremesso ou enterrada. Esta jogada é conhecida como alley-oop nos Estados Unidos.

## Toco / Bafo / Abafo / Desarme de Lançamento
É um bloqueio brusco ao movimento da bola que foi ou está sendo arremessada a cesta por um adversário. A bola só permanece em jogo se o bloqueio for executado durante a trajetória ascendente da bola em direção à cesta; em caso contrário, é marcada falta em favor da equipe atacante e os pontos que seriam marcados no arremesso são contabilizados.

## Entrosamento de equipe
Passar a bola de mão-em-mão até chegar alguém que possa fazer a cesta com tranquilidade. Isso é trabalho de equipe, conceito semelhante a outros desportos coletivos.

## Expressões utilizadas

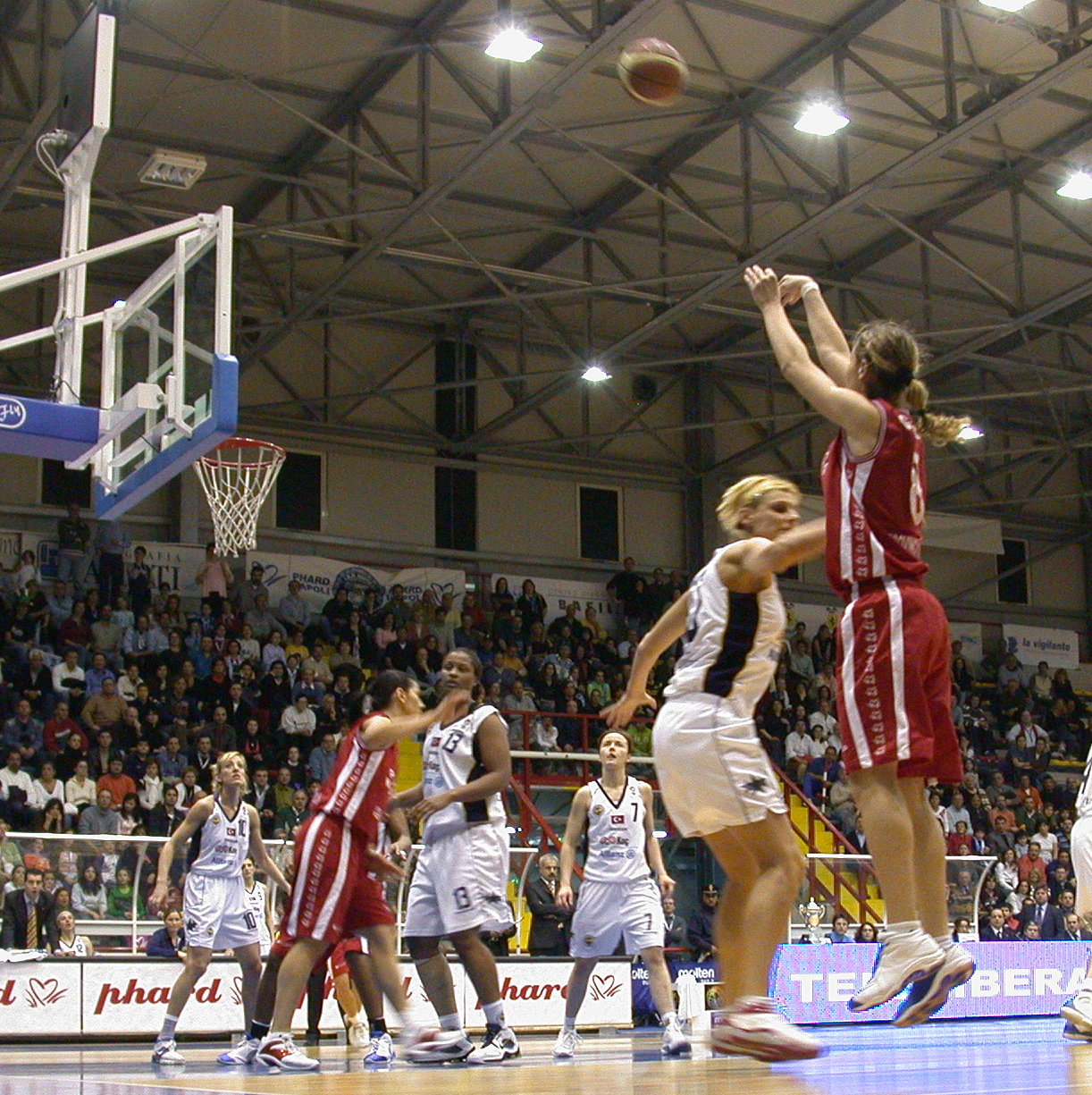
Arremesso de três pontos de Sara Giauro

### Duplo-duplo
O desempenho de um jogador numa partida de basquetebol é avaliado segundo vários requisitos: números de pontos marcados, assistências efetuadas, ressaltos, bloqueios de lançamento, e roubos de bola. Assim, um jogador obtém um duplo-duplo quando consegue 10 ou mais, em dois desses requisitos. Daí o nome de duplo, devido aos dois dígitos.

### Triplo-duplo
O jogador obtém um triplo-duplo quando conseguir 10, ou mais, em três requisitos.

## Recordes e curiosidades
- No dia 5 de fevereiro de 1974,[18] um garoto sueco chamado Mats Wermelin, então com apenas 13 anos, entraria para a história do basquete, porque, ele marcou incríveis 272 pontos em uma só partida,[19] de um torneio escolar em Estocolmo.[20] Um recorde, reconhecido pelo Guinness Book como "a mais alta pontuação atingida por uma pessoa numa partida de basquete".[21] Já numa partida profissional, o recorde pertence ao turco Erman Kunter, com 153 pontos. Esta marca foi atingida 1988 pela Liga Turca de Basquetebol.[22][23]

- A pontuação mais alta obtida num jogo de basquetebol foi de 370 pontos, num jogo realizado em 13 de dezembro de 1983 entre o Denver Nuggets e o Detroit Pistons. O jogo obrigou a três tempos extras e terminou com vitória da equipe de Detroit por 186 a 184.[24]